# Tautvilas
Tautvilas (gestorven: 1263) was hertog van Polotsk en was een zoon van Dausprungas en een neef van koning Mindaugas van Litouwen.

## Biografie
In 1248 stuurde Mindaugas zijn familieleden Tautvilas, Gedvydas en Vykintas om Smolensk te veroveren met de belofte dat zij alles mochten houden wat ze zouden veroveren. Ze wisten de vorst van Moskou te verslaan, maar werden verslagen door de vorst van Vladimir-Soezdal. Toen Mindaugas hoorde dat ze gefaald hadden nam hij hun land in en confisqueerde deze voor zichzelf. Daarop vluchtte Tautvilas en zijn verwanten naar Daniel van Galicië, die getrouwd was met Tautvilas zuster. Gezamenlijk met de Lijflandse Orde en de Samogitiërs vormden de ze een machtige coalitie tegen Mindaugas. Terwijl Daniel van Galicië en Lijflandse Orde militaire campagnes hielden in Litouwen reisde Tautvilas naar Riga en liet zich aldaar door bisschop Nicolaas dopen.
De aanval van Tautvilas en de Lijflandse Orde op Voruta in 1252 liep op een fiasco uit en Tautvilas was gedwongen zich terug te trekken in een van zijn eigen kastelen en na de dood van Vykintas moest hij uitwijken naar Galicië. Uiteindelijk verzoende Tautvilas zich in 1254 met de inmiddels gedoopte en gekroonde Mindaugas en verkreeg hij Polotsk als zijn leen. Hij wist het Vorstendom Vitebsk af te snoepen van de hertogen van Navahroedak en installeerde hij zijn zoon Constantijn als heerser van Vitebsk. Ook was hij in staat om de Mongoolse aanvallen op Litouwen af te slaan in 1258-1259. Nadat Mindaugas in 1263 werd vermoord door Treniota en Daumantas wenste Tautvilas de nieuwe groothertog te worden, maar ook hij werd dat jaar door Treniota vermoord.